# Gastonia (släkte)
Gastonia är ett tidigare släkte i familjen araliaväxter. Släktet var känt som en onaturlig grupp när 2010 de nio arterna fördelades mellan fyra undersläkten i släktet polyscias.

## Arter
Listan av de nio arterna katalogiserade i Gastonia av Frodin and Govaerts (2003). Namen i Polyacias är från Lowry and Plunkett (2010).
- Polyscias crassa tidigare Gastonia crassa
- Polyscias cutispongia tidigare Gastonia cutispongia
- Polyscias duplicata tidigare Gastonia duplicata
- Polyscias maraisiana tidigare Gastonia mauritiana
- Polyscias lionnetii tidigare Gastonia lionnetii
- Polyscias rodriguesiana tidigare Gastonia rodriguesiana
- Polyscias sechellarum tidigare Gastonia sechellarum 
  - P. sechellarum var. contracta
  - P. sechellarum var. curiosae
  - P. sechellarum var. sechellarum
- Polyscias serratifolia tidigare  Gastonia serratifolia
- Polyscias spectabilis tidigare Gastonia spectabilis